# Napa (zapięcie)

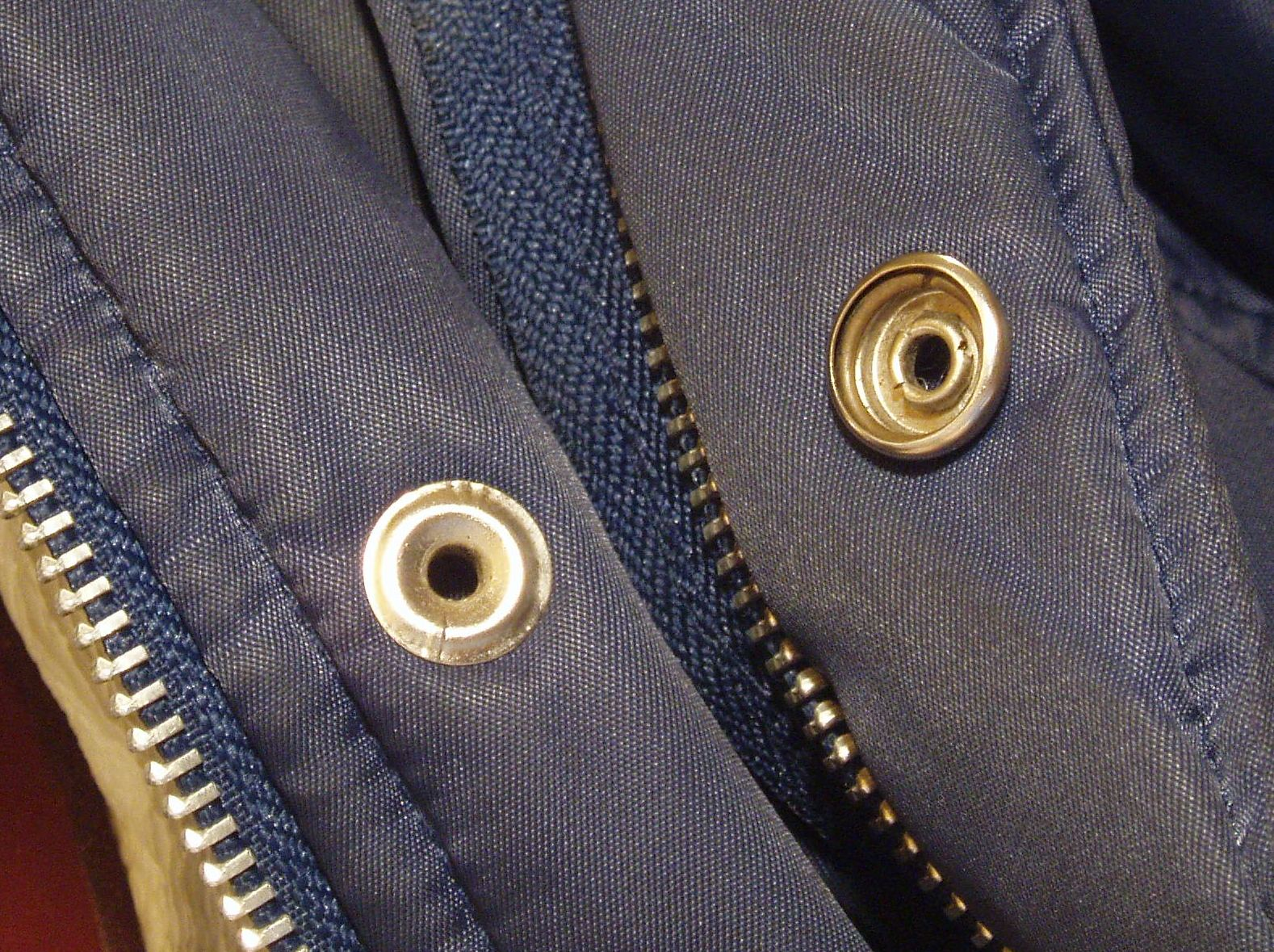
Napa jako zapięcie kurtki

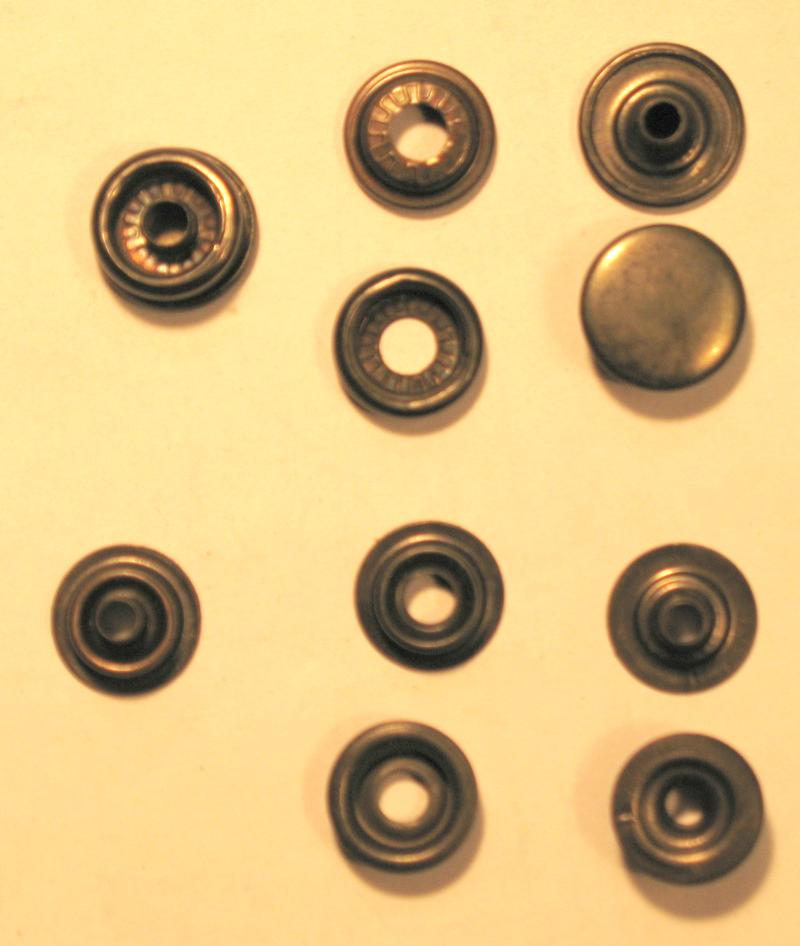
Gniazdo (u góry) i jego części oraz główka (u dołu) i jej części

Napa, zatrzask – zapięcie zastępujące guzik, wykonywane z metalu lub tworzywa sztucznego.
Napa składa się z dwóch części: zewnętrznej i wewnętrznej. Część zewnętrzna to gniazdo mocowane do odzieży za pomocą ozdobnego nitu rurkowego. Ozdobna część nitu widoczna jest na zewnątrz i wyglądem przypomina guzik. Część wewnętrzna to główka zatrzasku, również mocowana za pomocą rurkowego nitu. 
Napy są stosowane wszędzie tam, gdzie istnieje potrzeba rozłączalnego połączenia dwóch części odzieży. Stosowane są także jako zapięcia w obuwiu, rękawiczkach i galanterii skórzanej.